# Passaporte Nansen
O Passaporte Nansen, originalmente e oficialmente passaporte para apátridas, foi um documento de identificação pessoal reconhecido internacionalmente emitido pela Liga das Nações a refugiados apátridas.

## História
Concebido em 1922 por Fridtjof Nansen, em 1942 era reconhecido em 52 países e foram os primeiros documentos de viagem para refugiados. Cerca de 450.000 passaportes Nansen foram emitidos, ajudando centenas de milhares de pessoas que doutra forma não poderiam encontrar refúgio e trabalho fora do país em que se encontrassem. Ao Office International Nansen pour les Réfugiés, organismo da Liga das Nações responsável pela emissão, e ao criador do passaporte Fridtjof Nansen foi atribuído em 1938 o Prémio Nobel da Paz.
O passaporte Nansen desenvolveu-se após a Revolução Russa de 1917, quando 1,4 milhões de refugiados russos saíram do país devido à guerra civil, e à situação económica, política e de restrição das liberdades e direitos de expressão. Centenas de milhares de russos emigraram graças ao passaporte Nansen, considerado um dos raros êxitos da Liga das Nações. Em 1933, a disposição Nansen foi ampliada para incluir também refugiados armênios, assírios e turcos.

## Dias atuais
Embora o passaporte Nansen não seja mais emitido, autoridades nacionais e supranacionais, como as Nações Unidas, emitem documentos de viagem para apátridas e refugiados, bem como certificados de identidade (ou "passaporte para estrangeiros") e documentos de viagem para refugiados em forma de passaporte (da Convenção de Genebra de 1951).
No Brasil, as autoridades emitem o Passaporte para Estrangeiro, cuja capa é amarela. É destinado para estrangeiros legalmente registrados no Brasil e que necessitem deixar o território nacional e a ele retornar; para estrangeiros refugiados, sem nacionalidade ou asilados no Brasil; e a nacional de país que não tenha representação diplomática ou consular no Brasil, nem representante de outro país encarregado de protegê-lo.
Em Portugal, é emitido o Passaporte para Cidadão Estrangeiro (PCE) a cidadãos estrangeiros autorizados a residir em território português, que sejam nacionais de países sem representação diplomática ou consular em Portugal, sejam apátridas, que demonstrem, de forma inequívoca, não poder obter outro Passaporte.

## Galeria de passaportes

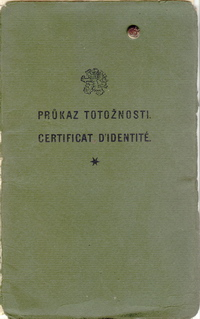
Capa de um passaporte Nansen emitido em Praga em 1930
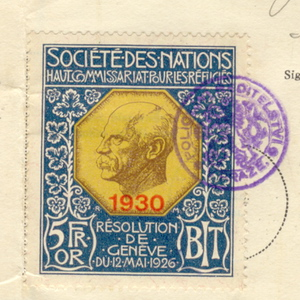
Selo de renovação do passaporte Nansen do Comitê Internacional Nansen para os Refugiados

## Portadores notáveis do passaporte Nansen
- Vera Constantinovna da Rússia
- Vladimir Nabokov
- Igor Stravinsky
- Sergei Rachmaninoff